# Otto von Hoffmann (général)
Pour les articles homonymes, voir Hoffmann.
Otto Wilhelm Leopold Gustav von Hoffmann (né le 25 octobre 1816 à Haynau et mort le 6 mars 1900 à Dresde) est un lieutenant général prussien.

## Biographie

### Origine
La famille Hoffmann est anoblie par le conseiller privé et chancelier Carl Christoph von Hoffmann (de) le 24 octobre 1786. Ses parents sont le lieutenant prussien Friedrich von Hoffmann (1791-1824) et sa femme Luise Amalie, née Schubert (1798-1860). Son père est seigneur héréditaire de Straupitz dans l'arrondissement de Goldberg.

### Carrière militaire
En 1830, Hoffmann entre à l'institut d'éducation militaire pour garçons du château d'Annaburg en 1830, d'où il est sorti le 1er avril 1834 pour devenir officier stagiaire dans le 11e régiment de grenadiers de l'armée prussienne. En fait, il doit devenir sous-officier, mais "en raison de ses excellentes connaissances et de sa conduite exemplaire", il devient drapeau portepee le 10 janvier 1837, puis sous-lieutenant le 5 décembre 1838. Du 1er octobre 1839 au 15 juillet 1842, Hoffmann est affecté à l'École générale de guerre pour y poursuivre sa formation. À son retour, il devient d'abord enseignant à l'école divisionnaire de la 11e division d'infanterie le 1er octobre 1842, puis adjudant du 12e brigade d'infanterie. À cet effet, il est promu premier lieutenant le 27 mars 1847. Le 20 juillet 1850, il est relevé de ses fonctions et rejoint le 18 janvier 1851 le 24e régiment d'infanterie en tant que commandant de compagnie. Le 31 mai 1855, il est transféré au ministère de la Guerre et le 3 avril 1856, il est promu major. À partir du 14 octobre 1856, il est adjudant de l'Inspection générale de l'instruction et de la formation militaires et est muté au 35e régiment de fusiliers.
Hoffmann retourne le 14 avril 1857 au 21e régiment d'infanterie en tant que chef de bataillon et arrive le 28 avril 1857 à Löwenberg en tant que chef du 3e bataillon du 7e régiment de Landwehr. Il est ensuite affecté, à partir du 3 février 1859, au commandement du bataillon de fusiliers du 22e régiment d'infanterie. Le 1er juillet 1860, il est promu Lieutenant-colonel. Le 22 juin 1861, Hoffmann est chargé de commander le 32e régiment d'infanterie sous la forme d'une position à la suite. Le 24 juillet 1761, il est nommé commandant et, en cette qualité, promu colonel le 18 octobre 1861. Hoffmann reçoit l'ordre de l'Aigle rouge de 3e classe le 12 janvier 1864 et est réintégré au ministère de la Guerre le 25 juin 1864 en tant que chef du département de l'armée. De plus, à partir du 2 août 1864, il est membre de la direction militaire du gymnase central. Le 23 février 1865, il reçoit de l'Autriche l'ordre de la Couronne de fer de 2e classe.
Au début de la guerre austro-prussienne de 1866, il est nommé commandant du 22e brigade d'infanterie le 3 avril 1866 et promu major général le 8 juin 1866. La brigade fait partie de l'armée du prince héritier. Il reçoit l'ordre Pour le Mérite à la bataille de Skalitz. En outre, Hoffmann combat encore à la bataille de Sadowa. Le 17 janvier 1869, il reçoit l'ordre de l'Aigle rouge de 2e classe avec feuilles de chêne. Lors de la mobilisation pour la guerre contre la France, Hoffmann est nommé commandant de la 12e division d'infanterie le 18 juillet 1870 et promu lieutenant-général le 26 juillet 1870. Lors de cette campagne, il se distingue lors du siège de Paris et reçoit la croix de fer de 2e classe. Lorsque le 30 septembre, la brigade sous les ordres de Joseph Vinoy marche de Mézières à Paris, Hoffmann a reconnu leurs intentions et les empêchent, contre la volonté du général commandant du 6e corps d'armée Wilhelm von Tümpling (bataille de Chevilly). En outre, il combatt à l'Haye, reçoit la croix de chevalier de l'ordre militaire de Maximilien-Joseph de Bavière le 22 décembre 1870 et la croix de fer de première classe le 16 février 1871.
Après la conclusion de la paix, Hoffmann reçoit le 20 mars 1871 le commandement de la 31e division d'infanterie et le 26 juin 1871 l'étoile de l'ordre de l'Aigle rouge de 2e classe. En raison d'une grave maladie, il obtient le 23 septembre 1871 un congé de six mois qu'il met à profit pour voyager en Suisse et en Italie. Le 14 septembre 1871, il reçoit à Dresde la Grand-Croix de l'ordre d'Albert. En raison de sa santé fragile, Hoffmann est muté le 18 mars 1872 avec les compétences d'un commandant de division auprès des officiers de l'armée. Son état de santé ne s'étant pas amélioré, Hoffmann est mis à la disposition de l'armée le 10 août 1872, avec une pension légale.

### Famille
Hoffmann se marie avec Karoline von Hoffmann (1818–1894) à Dresde le 22 octobre 1846. Le couple a les enfants suivants :
- Wilhelmine (1849-1875) mariée en 1871 avec Hermann Treusch von Buttlar (mort en 1905), major
- Otto (1856-1915), lieutenant général prussien marié en 1879 avec Paula von Zglinitzki (née en 1860)